# Campeonato Mundial de Esquí Nórdico 2013 – Sprint individual femenino
El evento de Sprint individual femenino de esquí de fondo del Campeonato Mundial de Esquí Nórdico de 2013 tuvo lugar el 21 de febrero de 2013.

## Clasificación
| Pos.  | N.º | Atleta                     | País            | Tiempo     | Dif. de tiempo | Observaciones |
| ----- | --- | -------------------------- | --------------- | ---------- | -------------- | ------------- |
| 1     | 36  | Mona-Liisa Malvalehto      | Finlandia       | 3:24.01    |                | CLASIFICADA   |
| 2     | 15  | Justyna Kowalczyk          | Polonia         | 3:24.44    | +0.43          | CLASIFICADA   |
| 3     | 8   | Alena Procházková          | Eslovaquia      | 3:24.69    | +0.68          | CLASIFICADA   |
| 4     | 18  | Anne Kyllönen              | Finlandia       | 3:25.24    | +1.23          | CLASIFICADA   |
| 5     | 13  | Katja Višnar               | Eslovenia       | 3:25.45    | +1.44          | CLASIFICADA   |
| 6     | 30  | Maiken Caspersen Falla     | Noruega         | 3:26.51    | +2.50          | CLASIFICADA   |
| 7     | 27  | Kerttu Niskanen            | Finlandia       | 3:27.01    | +3.00          | CLASIFICADA   |
| 8     | 21  | Yevgeniya Shapovalova      | Rusia           | 3:27.18    | +3.17          | CLASIFICADA   |
| 9     | 31  | Ida Ingemarsdotter         | Suecia          | 3:27.51    | +3.50          | CLASIFICADA   |
| 10    | 12  | Denise Herrmann            | Alemania        | 3:28.01    | +4.00          | CLASIFICADA   |
| 11    | 14  | Katerina Smutna            | Austria         | 3:28.26    | +4.25          | CLASIFICADA   |
| 12    | 16  | Krista Lähteenmäki         | Finlandia       | 3:28.35    | +4.34          | CLASIFICADA   |
| 12    | 26  | Astrid Uhrenholdt Jacobsen | Noruega         | 3:28.35    | +4.34          | CLASIFICADA   |
| 14    | 22  | Marit Bjørgen              | Noruega         | 3:29.62    | +5.61          | CLASIFICADA   |
| 15    | 6   | Natalya Matveyeva          | Rusia           | 3:30.03    | +6.02          | CLASIFICADA   |
| 16    | 10  | Stina Nilsson              | Suecia          | 3:30.13    | +6.12          | CLASIFICADA   |
| 17    | 20  | Charlotte Kalla            | Suecia          | 3:30.41    | +6.40          | CLASIFICADA   |
| 17    | 33  | Aurore Jéan                | Francia         | 3:30.41    | +6.40          | CLASIFICADA   |
| 19    | 24  | Anastasia Dotsenko         | Rusia           | 3:30.70    | +6.69          | CLASIFICADA   |
| 20    | 11  | Magdalena Pajala           | Suecia          | 3:31.13    | +7.12          | CLASIFICADA   |
| 21    | 17  | Hanna Kolb                 | Alemania        | 3:31.22    | +7.21          | CLASIFICADA   |
| 22    | 34  | Vesna Fabjan               | Eslovenia       | 3:31.67    | +7.66          | CLASIFICADA   |
| 23    | 9   | Nicole Fessel              | Alemania        | 3:31.91    | +7.90          | CLASIFICADA   |
| 24    | 23  | Ingvild Flugstad Østberg   | Noruega         | 3:32.45    | +8.44          | CLASIFICADA   |
| 25    | 1   | Julia Ivanova              | Rusia           | 3:32.53    | +8.52          | CLASIFICADA   |
| 26    | 35  | Laurien van der Graaff     | Suiza           | 3:33.15    | +9.14          | CLASIFICADA   |
| 27    | 29  | Celine Brun-Lie            | Noruega         | 3:33.42    | +9.41          | CLASIFICADA   |
| 28    | 32  | Kikkan Randall             | Estados Unidos  | 3:33.67    | +9.66          | CLASIFICADA   |
| 29    | 39  | Triin Ojaste               | Estonia         | 3:34.70    | +10.69         | CLASIFICADA   |
| 30    | 38  | Sophie Caldwell            | Estados Unidos  | 3:34.81    | +10.80         | CLASIFICADA   |
| 31    | 5   | Greta Laurent              | Italia          | 3:34.93    | +10.92         |               |
| 32    | 3   | Sadie Bjornsen             | Estados Unidos  | 3:34.96    | +10.95         |               |
| 33    | 19  | Ida Sargent                | Estados Unidos  | 3:35.43    | +11.42         |               |
| 34    | 44  | Karolina Grohová           | República Checa | 3:36.90    | +12.89         |               |
| 35    | 40  | Eva Vrabcová-Nyvltová      | República Checa | 3:37.38    | +13.37         |               |
| 36    | 41  | Celia Aymonier             | Francia         | 3:37.61    | +13.60         |               |
| 37    | 4   | Alenka Čebašek             | Eslovenia       | 3:37.71    | +13.70         |               |
| 38    | 2   | Sandra Ringwald            | Alemania        | 3:37.79    | +13.78         |               |
| 39    | 45  | Kerstin Muschet            | Austria         | 3:38.30    | +14.29         |               |
| 40    | 49  | Agnieszka Szymanczak       | Polonia         | 3:38.74    | +14.73         |               |
| 41    | 52  | Man Dandan                 | China           | 3:38.86    | +14.85         |               |
| 42    | 25  | Daria Gaiazova             | Canadá          | 3:39.02    | +15.01         |               |
| 43    | 7   | Gaia Vuerich               | Italia          | 3:39.27    | +15.26         |               |
| 44    | 43  | Piret Pormeister           | Estonia         | 3:39.95    | +15.94         |               |
| 45    | 47  | Valiantsina Kaminskaya     | Bielorrusia     | 3:39.98    | +15.97         |               |
| 46    | 37  | Bettina Gruber             | Suiza           | 3:40.50    | +16.49         |               |
| 47    | 51  | Francesca Baudin           | Italia          | 3:40.55    | +16.54         |               |
| 48    | 28  | Perianne Jones             | Canadá          | 3:41.73    | +17.72         |               |
| 49    | 46  | Andrea Dupont              | Canadá          | 3:42.49    | +18.48         |               |
| 50    | 76  | Tetyana Antypenko          | Ucrania         | 3:42.81    | +18.80         |               |
| 51    | 54  | Lucie Charvatová           | República Checa | 3:44.93    | +20.92         |               |
| 52    | 58  | Sandra Schützová           | República Checa | 3:45.10    | +21.09         |               |
| 53    | 50  | Nika Razinger              | Eslovenia       | 3:45.87    | +21.86         |               |
| 54    | 78  | Kornelia Kubinska          | Polonia         | 3:45.93    | +21.92         |               |
| 55    | 42  | Ilaria Debertolis          | Italia          | 3:46.13    | +22.12         |               |
| 56    | 57  | Paulina Maciuszek          | Polonia         | 3:46.53    | +22.52         |               |
| 57    | 48  | Emily Nishikawa            | Canadá          | 3:46.88    | +22.87         |               |
| 58    | 72  | Li Hongxue                 | China           | 3:47.02    | +23.01         |               |
| 59    | 53  | Rosamund Musgrave          | Reino Unido     | 3:47.07    | +23.06         |               |
| 60    | 61  | Anna Stoyan                | Kazajistán      | 3:48.66    | +24.65         |               |
| 61    | 55  | Esther Bottomley           | Australia       | 3:48.86    | +24.85         |               |
| 62    | 65  | Oxana Yatskaya             | Kazajistán      | 3:50.69    | +26.68         |               |
| 63    | 74  | Barbora Klementová         | Eslovaquia      | 3:51.60    | +27.59         |               |
| 64    | 66  | Viktoriya Lanchakova       | Kazajistán      | 3:52.05    | +28.04         |               |
| 65    | 80  | Anna Shevchenko            | Kazajistán      | 3:52.38    | +28.37         |               |
| 66    | 62  | Daniela Kotschová          | Eslovaquia      | 3:52.80    | +28.79         |               |
| 67    | 56  | Kaija Vahtra               | Estonia         | 3:53.14    | +29.13         |               |
| 68    | 59  | Nina Broznić               | Croacia         | 3:53.30    | +29.29         |               |
| 69    | 70  | Kateryna Grygorenko        | Ucrania         | 3:53.82    | +29.81         |               |
| 70    | 64  | Li Xin                     | China           | 3:56.66    | +31.65         |               |
| 71    | 75  | Inga Daushkane             | Letonia         | 3:57.63    | +33.62         |               |
| 72    | 68  | Vedrana Malec              | Croacia         | 3:57.90    | +33.89         |               |
| 73    | 63  | Ingrida Ardišauskaitė      | Lituania        | 4:00.98    | +36.97         |               |
| 74    | 67  | Sarah Young                | Reino Unido     | 4:01.24    | +37.23         |               |
| 75    | 101 | Nadezhda Demineva          | Kirguistán      | 4:01.46    | +37.45         |               |
| 76    | 69  | Teodora Malcheva           | Bulgaria        | 4:01.83    | +37.82         |               |
| 77    | 83  | Iryna Leletko              | Ucrania         | 4:02.31    | +38.30         |               |
| 78    | 60  | Timeea Sara                | Rumania         | 4:04.02    | +40.01         |               |
| 79    | 98  | Emőke Szőcs                | Hungría         | 4:06.53    | +42.52         |               |
| 80    | 79  | Anna Trnka                 | Australia       | 4:10.60    | +46.59         |               |
| 81    | 71  | Antoniya Grigorova-Burgova | Bulgaria        | 4:11.88    | +47.87         |               |
| 82    | 73  | Vineta Pētersone           | Letonia         | 4:16.71    | +52.70         |               |
| 83    | 93  | Signe Schlør               | Dinamarca       | 4:17.77    | +53.76         |               |
| 84    | 95  | Anda Miuzhniece            | Letonia         | 4:18.57    | +54.56         |               |
| 85    | 84  | Lescinska Grimmer          | Australia       | 4:20.33    | +56.32         |               |
| 86    | 88  | Agnes Simon                | Hungría         | 4:24.14    | +1:00.13       |               |
| 87    | 94  | Ildikó Papp                | Hungría         | 4:26.38    | +1:02.37       |               |
| 88    | 82  | Syuzanna Varosyan          | Armenia         | 4:28.40    | +1:04.39       |               |
| 89    | 87  | Anna Mkhitaryan            | Armenia         | 4:30.80    | +1:06.79       |               |
| 90    | 90  | Natalija Kovalova          | Letonia         | 4:36.05    | +1:12.04       |               |
| 91    | 96  | Katya Galstyan             | Armenia         | 4:39.54    | +1:15.53       |               |
| 92    | 91  | Viktória Zámbó             | Hungría         | 4:46.68    | +1:22.67       |               |
| 93    | 86  | Valya Varosyan             | Armenia         | 4:52.65    | +1:28.64       |               |
| 94    | 92  | Maria Boumpa               | Grecia          | 4:58.12    | +1:34.11       |               |
| 95    | 99  | Alexandra Camenscic        | Moldavia        | 5:09.94    | +1:45.93       |               |
| 96    | 77  | Farzaneh Rezasoultani      | Irán            | 5:40.36    | +2:16.35       |               |
| 97    | 102 | Doina Cravcenco            | Moldavia        | 5:52.97    | +2:28.96       |               |
| 98    | 103 | Anna Berghii               | Moldavia        | 5:54.58    | +2:30.57       |               |
| 99    | 89  | Golnaz Savoji Asl          | Irán            | 5:56.51    | +2:32.50       |               |
| 100   | 100 | Dumitrita Ciobanu          | Moldavia        | 6:01.25    | +2:37.24       |               |
| 101   | 97  | Azadeh Kiashemshaki        | Irán            | 6:05.15    | +2:41.14       |               |
| 999 ! | 81  | Panagiota Tsakiri          | Grecia          | No comenzó | +999.99 !      |               |
| 999 ! | 85  | Guo Liping                 | China           | No comenzó | +999.99 !      |               |

## Cuartos de final

### Cuartos de final 1
| Pos. | Nº | Atleta                | País                      | Tiempo | Dif. de tiempo | Observaciones |
| ---- | -- | --------------------- | ------------------------- | ------ | -------------- | ------------- |
| 1    | 10 | Denise Herrmann       | Bandera de Alemania       | 3:24.4 |                | CLASIFICADA   |
| 2    | 1  | Mona-Liisa Malvalehto | Bandera de Finlandia      | 3:25.5 | +1.1           | CLASIFICADA   |
| 3    | 11 | Katerina Smutna       | Bandera de Austria        | 3:25.6 | +1.2           |               |
| 4    | 30 | Sophie Caldwell       | Bandera de Estados Unidos | 3:26.3 | +1.9           |               |
| 5    | 21 | Hanna Kolb            | Bandera de Alemania       | 3:27.3 | +2.9           |               |
| 6    | 20 | Magdalena Pajala      | Bandera de Suecia         | 3:28.0 | +3.6           |               |

### Cuartos de final 2
| Pos. | N.º | Atleta                   | País                 | Tiempo | Dif. de tiempo | Observaciones |
| ---- | --- | ------------------------ | -------------------- | ------ | -------------- | ------------- |
| 1    | 14  | Marit Bjørgen            | Bandera de Noruega   | 3:20.9 |                | CLASIFICADA   |
| 2    | 17  | Charlotte Kalla          | Bandera de Suecia    | 3:22.1 | +1.2           | CLASIFICADA   |
| 3    | 7   | Kerttu Niskanen          | Bandera de Finlandia | 3:22.4 | +1.5           | Clasificada   |
| 4    | 24  | Ingvild Flugstad Østberg | Bandera de Noruega   | 3:22.5 | +1.6           |               |
| 5    | 27  | Celine Brun-Lie          | Bandera de Noruega   | 3:24.7 | +3.8           |               |
| 6    | 4   | Anne Kyllönen            | Bandera de Finlandia | 3:27.0 | +6.1           |               |

### Cuartos de final 3
| Pos. | N.º | Atleta                 | País                 | Tiempo | Dif. de tiempo | Observaciones |
| ---- | --- | ---------------------- | -------------------- | ------ | -------------- | ------------- |
| 1    | 16  | Stina Nilsson          | Bandera de Suecia    | 3:21.8 |                | CLASIFICADA   |
| 2    | 5   | Katja Višnar           | Bandera de Eslovenia | 3:22.1 | +0.3           | CLASIFICADA   |
| 3    | 6   | Maiken Caspersen Falla | Bandera de Noruega   | 3:22.2 | +0.4           | Clasificada   |
| 4    | 25  | Julia Ivanova          | Bandera de Rusia     | 3:24.3 | +2.5           |               |
| 5    | 15  | Natalya Matveyeva      | Bandera de Rusia     | 3:25.8 | +4.0           |               |
| 6    | 26  | Laurien van der Graaff | Bandera de Suiza     | 3:33.3 | +11.5          |               |

### Cuartos de final 4
| Pos. | N.º | Atleta                     | País                 | Tiempo | Dif. de tiempo | Observaciones |
| ---- | --- | -------------------------- | -------------------- | ------ | -------------- | ------------- |
| 1    | 2   | Justyna Kowalczyk          | Bandera de Polonia   | 3:20.4 |                | CLASIFICADA   |
| 2    | 9   | Ida Ingemarsdotter         | Bandera de Suecia    | 3:21.2 | +0.8           | CLASIFICADA   |
| 3    | 19  | Anastasia Dotsenko         | Bandera de Rusia     | 3:23.8 | +3.4           |               |
| 4    | 12  | Astrid Uhrenholdt Jacobsen | Bandera de Noruega   | 3:25.4 | +5.0           |               |
| 5    | 29  | Triin Ojaste               | Bandera de Estonia   | 3:29.0 | +8.6           |               |
| 6    | 22  | Vesna Fabjan               | Bandera de Eslovenia | 3:30.5 | +10.1          |               |

### Cuartos de final 5
| Pos. | N.º | Atleta                | País                      | Tiempo | Dif. de tiempo | Observaciones |
| ---- | --- | --------------------- | ------------------------- | ------ | -------------- | ------------- |
| 1    | 3   | Alena Procházková     | Bandera de Eslovaquia     | 3:22.8 |                | CLASIFICADA   |
| 2    | 23  | Nicole Fessel         | Bandera de Alemania       | 3:22.9 | +0.1           | CLASIFICADA   |
| 3    | 13  | Krista Lähteenmäki    | Bandera de Finlandia      | 3:23.6 | +0.8           |               |
| 4    | 28  | Kikkan Randall        | Bandera de Estados Unidos | 3:25.1 | +2.3           |               |
| 5    | 18  | Aurore Jéan           | Bandera de Francia        | 3:26.0 | +3.2           |               |
| 6    | 8   | Yevgeniya Shapovalova | Bandera de Rusia          | 3:26.4 | +3.6           |               |

## Semifinales

### Semifinal 1
| Pos. | N.º | Atleta                 | País                 | Tiempo | Dif. de tiempo | Observaciones |
| ---- | --- | ---------------------- | -------------------- | ------ | -------------- | ------------- |
| 1    | 14  | Marit Bjørgen          | Bandera de Noruega   | 3:20.0 |                | CLASIFICADA   |
| 2    | 6   | Maiken Caspersen Falla | Bandera de Noruega   | 3:20.4 | +0.4           | CLASIFICADA   |
| 3    | 5   | Katja Višnar           | Bandera de Eslovenia | 3:20.9 | +0.9           | Clasificada   |
| 4    | 1   | Mona-Liisa Malvalehto  | Bandera de Finlandia | 3:22.0 | +2.0           |               |
| 5    | 10  | Denise Herrmann        | Bandera de Alemania  | 3:23.1 | +3.1           |               |
| 6    | 17  | Charlotte Kalla        | Bandera de Suecia    | 3:23.9 | +3.9           |               |

### Semifinal 2
| Pos. | N.º | Atleta             | País                  | Tiempo | Dif. de tiempo | Observaciones |
| ---- | --- | ------------------ | --------------------- | ------ | -------------- | ------------- |
| 1    | 2   | Justyna Kowalczyk  | Bandera de Polonia    | 3:19.9 |                | CLASIFICADA   |
| 2    | 9   | Ida Ingemarsdotter | Bandera de Suecia     | 3:20.4 | +0.5           | CLASIFICADA   |
| 3    | 16  | Stina Nilsson      | Bandera de Suecia     | 3:20.9 | +1.0           | Clasificada   |
| 4    | 3   | Alena Procházková  | Bandera de Eslovaquia | 3:22.2 | +2.3           |               |
| 5    | 7   | Kerttu Niskanen    | Bandera de Finlandia  | 3:22.6 | +2.7           |               |
| 6    | 23  | Nicole Fessel      | Bandera de Alemania   | 3:24.4 | +4.5           |               |

## Final
La carrera se llevó a cabo desde las 12:45 hasta las 14:13 (hora local).
| Pos.              | N.º | Atleta                 | País                 | Tiempo | Dif. de tiempo |
| ----------------- | --- | ---------------------- | -------------------- | ------ | -------------- |
| Medalla de oro    | 14  | Marit Bjørgen          | Bandera de Noruega   | 3:16.6 |                |
| Medalla de plata  | 9   | Ida Ingemarsdotter     | Bandera de Suecia    | 3:18.9 | +2.3           |
| Medalla de bronce | 6   | Maiken Caspersen Falla | Bandera de Noruega   | 3:20.3 | +3.7           |
| 4                 | 5   | Katja Višnar           | Bandera de Eslovenia | 3:21.2 | +4.6           |
| 5                 | 16  | Stina Nilsson          | Bandera de Suecia    | 3:21.5 | +4.9           |
| 6                 | 2   | Justyna Kowalczyk      | Bandera de Polonia   | 3:22.9 | +6.3           |